# El naufragio (Gérôme)
El naufragio es un cuadro del pintor francés Jean-Léon Gérôme. Se trata de una pintura al óleo sobre lienzo de 70,4 × 106,3 cm, realizada antes de 1901, y que representa una barca en medio del mar. En 2024, fue descubierta en las existencias de un fallecido anticuario parisino antes de ser vendida el 31 de mayo por el Hôtel Drouot por 420.000 euros.

## Descripción
El efecto es casi abstracto, con la línea del horizonte muy alta y en la esquina inferior izquierda solo en la inmensidad del océano, un bote salvavidas con un pequeño mástil inclinado que lleva un trozo de tela blanca. El bote está lleno de cadáveres. La posición y el color de los cuerpos no dejan lugar a dudas sobre los acontecimientos. Hubo un naufragio del que no queda rastro y cuyos supervivientes a la deriva no han resistido. El mar está en calma y el cielo despejado, lo que crea un efecto de contraste con el evento y su resultado.
El lienzo está firmado abajo a la izquierda.: J. L. GEROME.
Hay un eco de este cuadro, desconocido hasta su hallazgo en la colección privada, en la sección “Vida artística” de Le Figaro del 4 de febrero de 1901, escrita por el crítico de arte Arsène Alexandre:
"La marina con una barca de náufragos, expuesta por el Sr. Gèrôme, puede compararse con un paisaje. Hay una cierta analogía en el tema, pero una diferencia, entre otras cosas, en la ambientación con la conmovedora obra maestra de Delacroix en el Louvre".

## Obras que probablemente sirvieron de inspiración

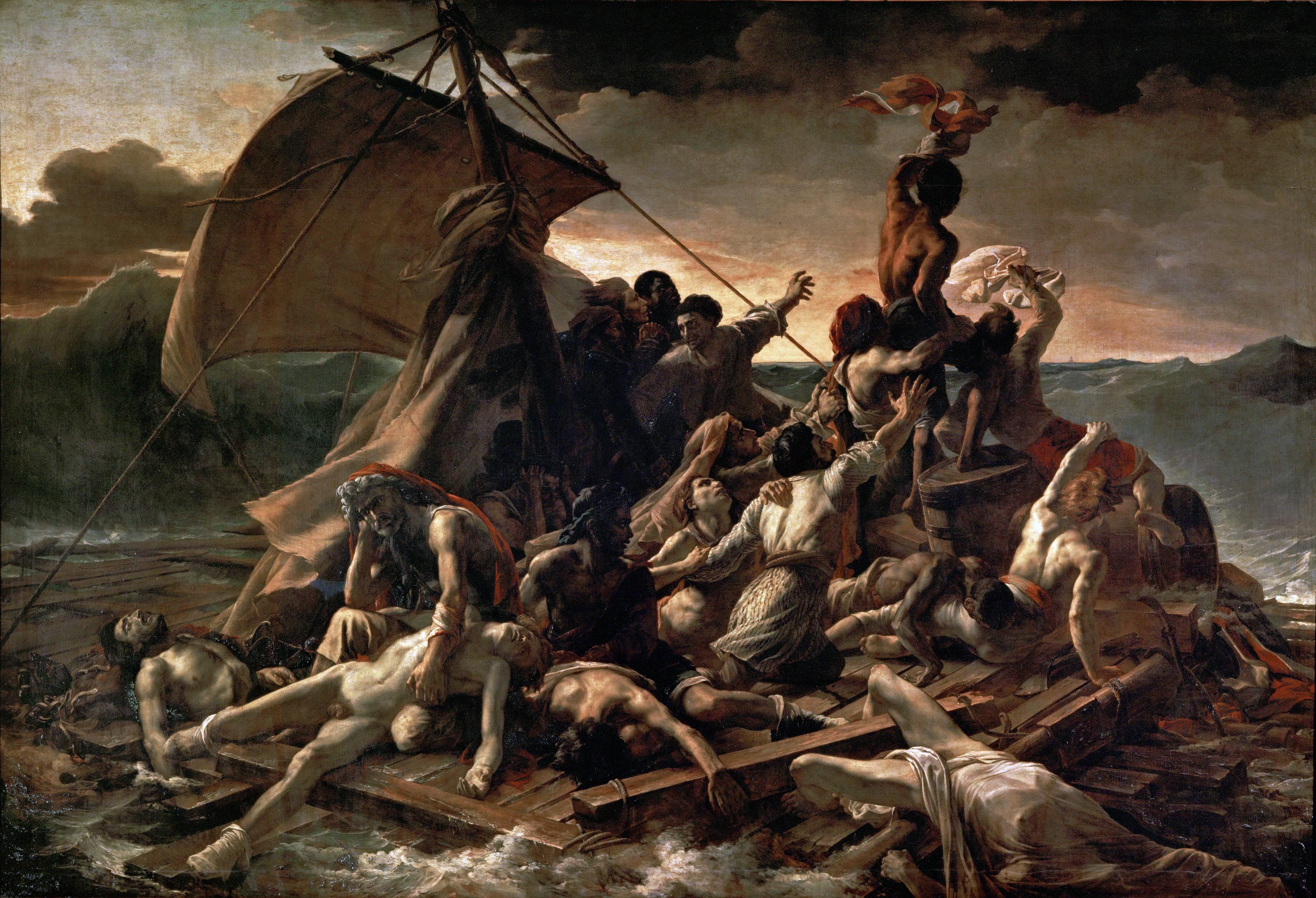
La balsa de la Medusa, de Théodore Géricault.
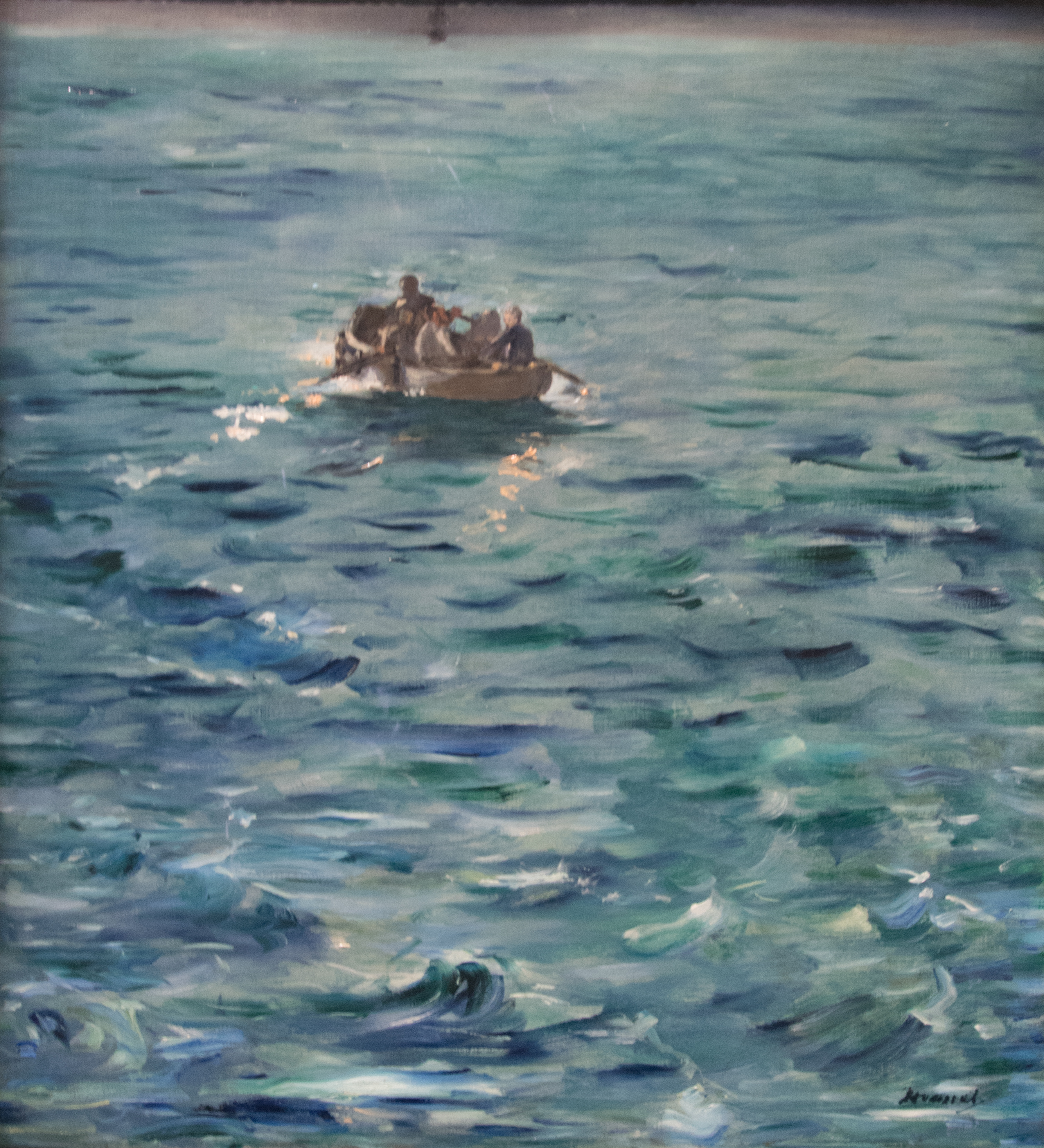
La fuga de Rochefort, de Édouard Manet.
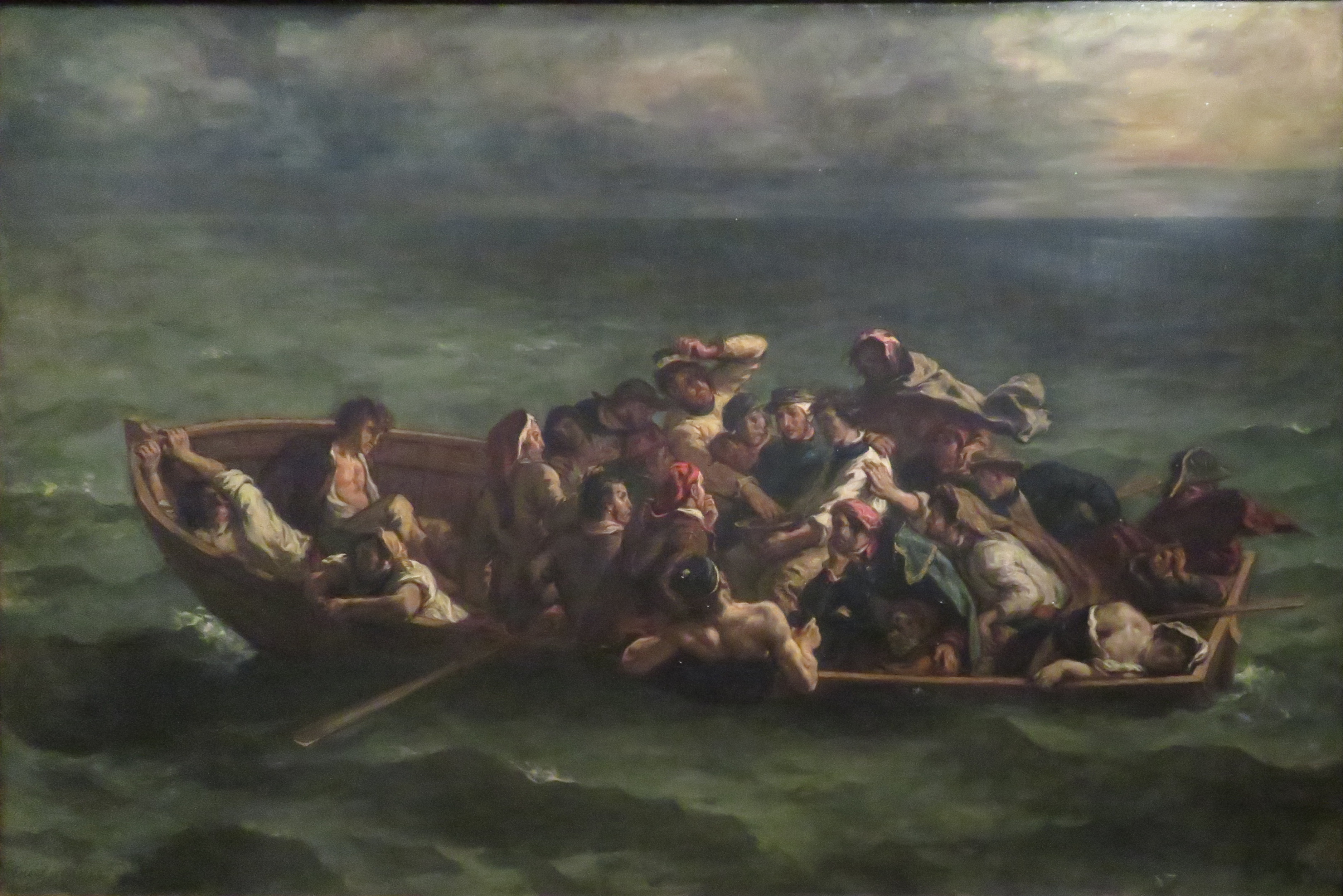
El naufragio de Don Juan, de Eugène Delacroix.